# Dafnónas (Xánthi)
Dafnónas, en grec moderne : Δαφνώνας, est un village de Macédoine-Orientale-et-Thrace, en Grèce.
Selon le recensement de 2011, la population de Dafnónas  compte 290 habitants.